# Borlanda fluida
La borlanda fluida (o burlanda) è un residuo ottenuto dopo la fermentazione e la distillazione della melassa di barbabietola, dal quale si ricava la potassa.
È usata come fertilizzante azotato. Inoltre, derivando dalla lavorazione della barbabietola (potassofila) apporta anche potassio e qualche microelemento. È invece pressoché priva di fosforo.